# Halysidota davisii
Halysidota davisii är en fjärilsart som beskrevs av Edwards 1874. Halysidota davisii ingår i släktet Halysidota och familjen björnspinnare. Inga underarter finns listade i Catalogue of Life.